# 비치 테니스

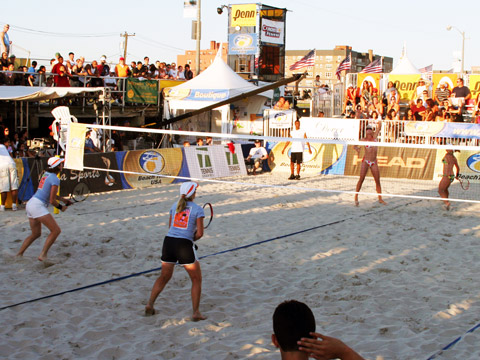

비치 테니스(영어: beach tennis)는 패들(paddle)이라는 특수 라켓을 사용하여 망 너머로 공을 공중에서 서로 치는 경기이다. 테니스, 비치발리볼, 배드민턴을 융합시킨 스포츠이다.

## 개요
비치 테니스는 50개 이상의 국가에서 50만 명 이상의 사람들이 즐기고 있으며 이탈리아, 브라질, 스페인에서 가장 인기가 높다. 비치 테니스는 모래 위에서 플레이하기 때문에 무릎과 관절에 미치는 영향이 적고 유산소성이 높은 유산소 운동을 제공한다.
이 스포츠는 전통적인 테니스의 규칙과 채점 대부분을 유지하지만, 모래 코트 주변의 움직임과 더 빠른 게임 속도에 적응하기 위해 수정되었다. 공이 땅에 닿지 않기 때문에 경기는 전적으로 발리로만 진행되기 때문에 전통적인 테니스보다 더 빠른 경기가 가능하다. 포인트는 서브로 시작하여 공이 땅에 닿을 때 끝나므로 플레이어는 배구 선수가 사용하는 것과 유사한 방식으로 어려운 플레이에 도달하기 위해 다이빙해야 한다. 목표는 단 한 번의 안타로 공을 네트 반대쪽에 도달하도록 되돌리는 것이다.
일반 테니스 공보다 공중에서 더 천천히 이동하는 감압 테니스 공은 더 긴 랠리를 허용하기 위해 비치 테니스에 사용된다. 이 스포츠는 일반적으로 5피트 7인치 높이의 네트를 갖춘 정규 비치발리볼 코트에서 2인 팀이 진행한다.

## 역사
비치 테니스는 1970년대 초 이탈리아에서 페라라 코마키오 마을의 리도 델리 에텐시(Lido degli Estensi)에서 휴가를 보낸 테니스 선수들이 라켓과 해변에 이미 설치된 기존 배구 네트를 사용하면서 등장했다. 이 게임은 1976년 스페인 토레뎀바라에서 현행 규칙에 따라 처음으로 진행되었다. 첫 번째 챔피언십은 1978년 토레뎀바라에서 열렸다. 그 이후로(중단 횟수가 거의 없음) 매년 같은 해변에서 열렸다. 수년에 걸쳐 이 스포츠는 이탈리아 해안을 따라 해변으로 퍼졌으며, 현재 이탈리아 해안을 따라 1,600개 이상의 비치-테니스 네트가 있고 내륙 및 실내 코트도 점점 늘어나고 있는 것으로 추정된다. 이탈리아의 비치 테니스 선수는 약 250,000명으로 추산된다.